# スティーブン・ロペス

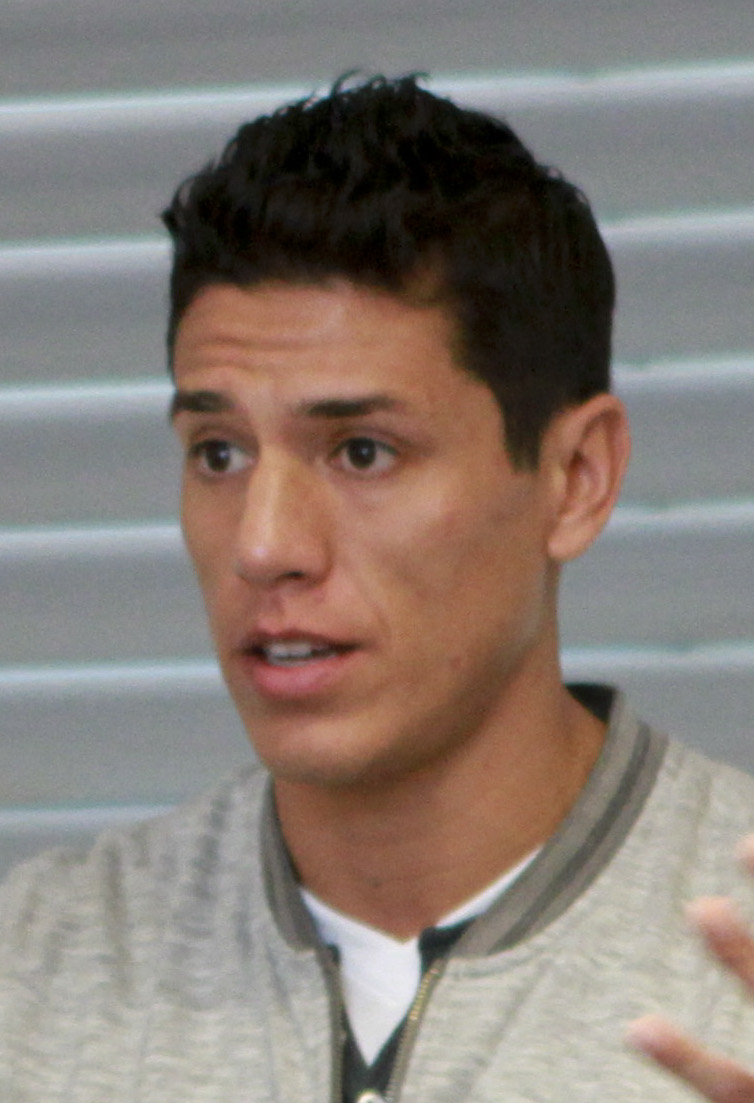
スティーブン・ロペス

スティーブン・ロペス（Steven López、1978年11月9日 - ）は、アメリカのテコンドー選手。

## 経歴
ニューヨーク生まれ。2000年シドニーオリンピック、2004年アテネオリンピックで金メダルを獲得。2008年北京オリンピックでは銅メダルを獲得。

## トラブル
2018年4月25日、ロペスから指導を受けた女性が性的虐待を受けたとして裁判所に提訴した。別の女性もロペス兄弟からの被害を訴え提訴した。